# Palau del Buen Retiro
El palau del Buen Retiro va ser un conjunt arquitectònic palatí de grans dimensions situat a la vila de Madrid, construït per Alonso Carbonel, probablement sota les idees de l'arquitecte italià Giovanni Battista Crescenzi, que va servir de segona residència i lloc d'esbarjo del rei Felip IV de Castella. Es va edificar al Prado, llavors límit oriental de la ciutat, en un lloc oposat a la residència oficial dels monarques, el Reial Alcàsser.
El palau no ha arribat complet a l'actualitat, víctima de les vicissituds històriques. Va ser abandonat progressivament i declarat en ruïna el 1814 després de patir les conseqüències de la presència francesa durant la guerra d'independència espanyola. Avui dia són pocs els vestigis que en resten. Roman dempeus l'anomenat edifici del Salón de Reinos, el Casón i els jardins, que conformen l'actual parc del Retiro.

## Història
La construcció d'un palau de lleure i esbarjo per al rei va ser una idea i projecte del valido del Felip IV de Castella, el comte-duc d'Olivares, que va proposar el projecte al monarca l'any 1629. Com a valido, Olivares volia superar el seu predecessor, el duc de Lerma, que havia servit el pare de Felip IV, Felip III. Probablement, intentava demostrar la seva autoritat en la governació de la monarquia, però sense menystenir al rei, del qual no en pretenia altra cosa sinó la glorificació, en definitiva, fer-lo el símbol visible del poder de la monarquia hispànica; de fet, un símbol sense cap mena de poder polític, només de representació o identificació amb l'estat mateix.
L'indret escollit va ser la zona a l'orient de la vila de Madrid, davant de l'anomenat «Prado Viejo», lloc habitual d'entrada de personalitats a la capital així com punt d'inici de nombroses desfilades i altres esdeveniments importants. L'elecció del lloc no fou arbitrària: els terrenys eren al costat d'uns del comte-duc on tenia gallines d'una raça poc comuna, a més, en aquella època eren als afores i tot i ser un lloc de descans es trobava igualment pròxim a la cort; d'altra banda, permetia que el palau pogués construir-se gradualment i de forma indefinida.
Als terrenys, de fet, ja hi havia el conjunt del monestir de San Jerónimo el Real, annex a l'església del qual hi havia l'anomenat Cuarto Real, obra de Juan Bautista de Toledo del segle xvi, que va servir com a nucli de construcció des d'on s'estengué el Buen Retiro. Els Àustries l'havien emprat com a indret de retir religiós des dels temps de Carles I fins que Felip II va decidir construir el monestir de San Lorenzo de El Escorial.

### Construcció

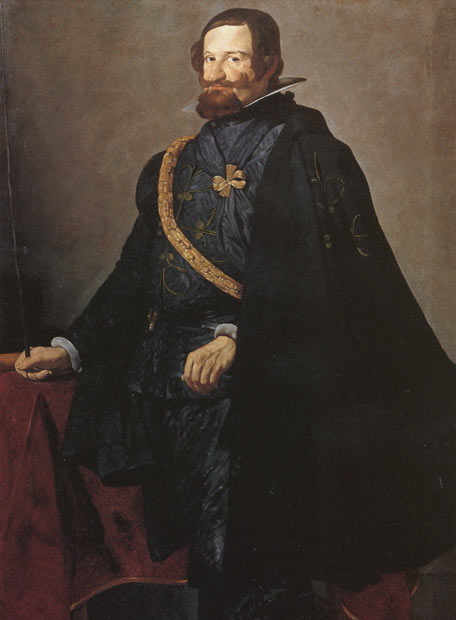
Gaspar de Guzmán y Pimentel, comte-duc d'Olivares, va ser el principal promotor del palau del Buen Retiro. Es va encarregar personalment de supervisar el projecte i les obres.

Malgrat els desitjos d'Olivares, la situació econòmica de la monarquia era de crisi i la construcció d'un nou palau era una gran despesa per a les arques reials buides, però, no obstant això, el valido va prendre personalment les regnes de la recaptació de fons, la planificació del projecte i la supervisió durant la construcció. Segons John H. Elliot, el comte-duc va abandonar la política d'austeritat per atendre les demandes de l'alta noblesa, poc d'acord amb aquestes mesures.
A banda de la finca del monestir, Olivares va comptar amb terrenys adquirits als marquesos de Tovar i Tavera i amb donatius de la vila de Madrid. La construcció del palau i dels jardins va ser molt ràpida, en alguns moments, a l'obra hi van treballar fins a 1.600 persones alhora. L'arquitecte encarregat de l'obra va ser Alonso Carbonel, si bé moltes de les idees guia van ser de l'italià Giovanni Battista Crescenzi, si bé ambdós van patir interferències en el projecte original, condicionat a les arbitrarietats d'Olivares.

#### Crítiques
Aviat arribarien les crítiques al projecte. Es comparava la situació de pobresa i de fam que hi havia entre la població de Madrid amb la fastuositat i la rapidesa de construcció del palau. En aquest sentit, els sectors arbitristes i els poetes satírics carregaren en contra, hi ha un versos que s'atribueixen a Francisco de Quevedo:
| «                          | (castellà) No es buena ocasión / que cuando hay tantos desastres / hagas brotar fuentes de agua /.../ andes haciendo retiros y no haciendo soledades. | (català) No és bona ocasió / que quan hi ha tants desastres / facis brollar fonts d'aigua /.../ vagis fent retiros i no fent solituds. | » |
| — Bonet Correa, 1997, p.21 | | |   |

No obstant això, aquestes crítiques serien aviat contestades per persones de la cort properes al monarca. Així doncs, personalitats com Diego de Covarrubias y Leyva o Pedro Calderón de la Barca van fer escrits a favor del palau, i se'n van enaltir l'edifici i els jardins.

### Residència oficial

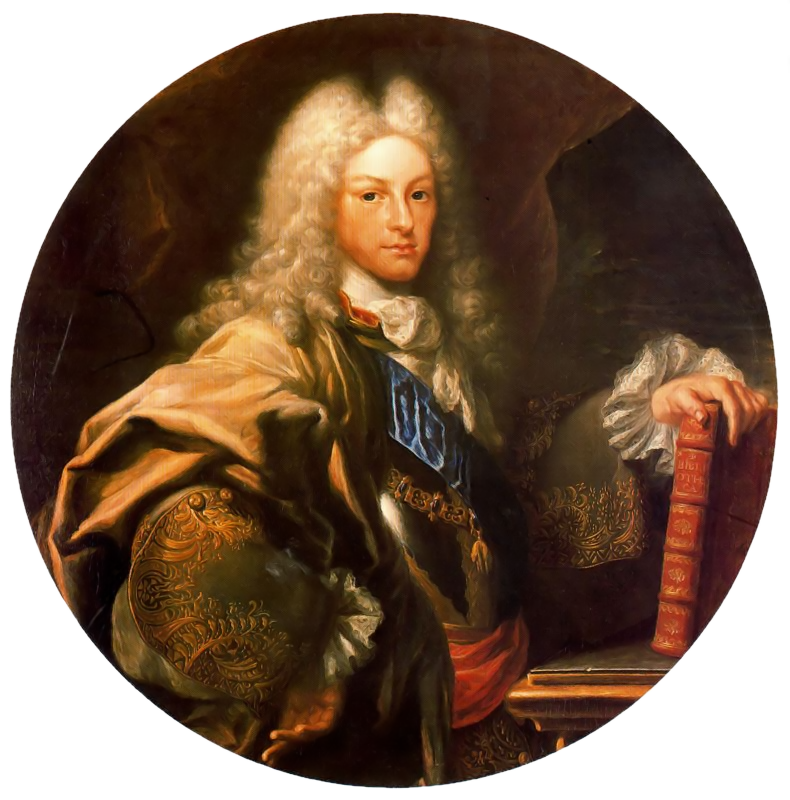
Felip V (Meléndez, 1727),
tot i que el Buen Retiro tampoc tenia totes les comoditats que
desitjava, hi va traslladar la residència oficial de la família reial i
la cort perquè l'Alcàsser no era del seu gust. Així es mantindria fins
després de la seva mort, quan el 1764 finiren les obres del palau nou, fet construir per ell.

El Buen Retiro va ser, de fet, un palau de plaer per als Àustries, que, d'altra banda, van mantenir el vell Alcàsser Reial, d'origen medieval, com a residència oficial de la família reial i, tanmateix, com el centre de la vida política i cortesana.
L'ús del palau canviarà amb l'entrada dels Borbons com a dinastia regnant a Espanya. El vell alcàsser no va agradar mai al nou monarca Felip V, acostumat habitualment al palau i els jardins de Versalles, el castell medieval, malgrat les reformes realitzades pels Àustries, no reunia les condicions de comoditat que buscaven tant Felip com la seva esposa Maria Lluïsa, i van decidir convertir el Buen Retiro en la residència oficial de la família reial, el que va millorar urbanísticament tot l'entorn del Prado.
Felip V volia reformar tant el Buen Retiro com l'Alcàsser, per tal d'adequar-los i apropar-los al model de Versalles. Si bé en el segon cas resultava impossible de realitzar la totalitat de la reforma, encara més tenint en compte la greu situació econòmica en la qual havia quedat la monarquia després de la Guerra de Successió, sí que es realitzà en part, però sobretot seria al Retiro on es van presentar dos projectes, obres de Robert Cotte, artista al servei de Lluís XIV, un de reforma i modernització total del palau i un altre de construcció d'un nou palau annex i comunicat amb l'antic, però ambdós purament en estil francès. Tot i l'existència d'aquests projectes, primerament es va construir el palau de La Granja de San Ildefonso, especialment des de l'arribada de la segona esposa de Felip, Isabel Farnese, fins a l'any 1735, i s'abandonarien en veure la impossibilitat de reformar l'Alcàsser i el gran cost de l'anivellament del vessant per fer els nous edificis a la zona del Retiro.
A banda d'això, paradoxalment, la construcció d'un nou palau al Retiro no es va realitzar per un altre fet de caràcter fortuït: l'incendi de l'Alcàsser Reial la revetlla de Nadal de l'any 1734. Això, de fet, decantaria encara més la balança per convertir el Buen Retiro en la residència oficial de la família reial i el centre polític i cortesà de la monarquia a partir de 1735. La destrucció va implicar també un canvi a l'hora de fer desfilades i entrades de monarques i personalitats a la ciutat, que en van canviar el recorregut i la meta, que antigament havia estat l'Alcàsser, i el van substituir pel Buen Retiro.
La situació d'oficialitat es va mantenir fins que Carles III, el desembre de 1764, s'instal·la al nou palau reial quan són finalitzades les obres, iniciades per Felip V. Amb el nou canvi de residència oficial, el Buen Retiro no va deixar d'utilitzar-se. És més, en aquesta època encara es van realitzar algunes obres de conservació i reforç de la cimentació, de reparacions a tàpies i cavallerisses, i es van construir noves estances com un saló per a les tropes, un corral d'estruços i una cuina i unes cotxeres noves.
D'altra banda, el teatre va continuar en servei, i també algunes sales per a cerimònies de la cort, tot i que, en termes generals, van ser buidades de mobles i elements decoratius i, a principi del segle xix, només restaven alguns quadres. D'altra banda, els jardins van mantenir-se atesa la cura que se'n tenia i, a més, s'hi va instal·lar una fàbrica reial de porcellana, un observatori astronòmic i un edifici que havia d'acollir una acadèmia de ciències; el 1767, els jardins van ser oberts al públic amb un estricte reglament que obligava als homes a no utilitzar capa ni barret d'ala ampla, i les dones havien de deixar les mantellines que cobrien els seus caps a la porta.

### Ruïna

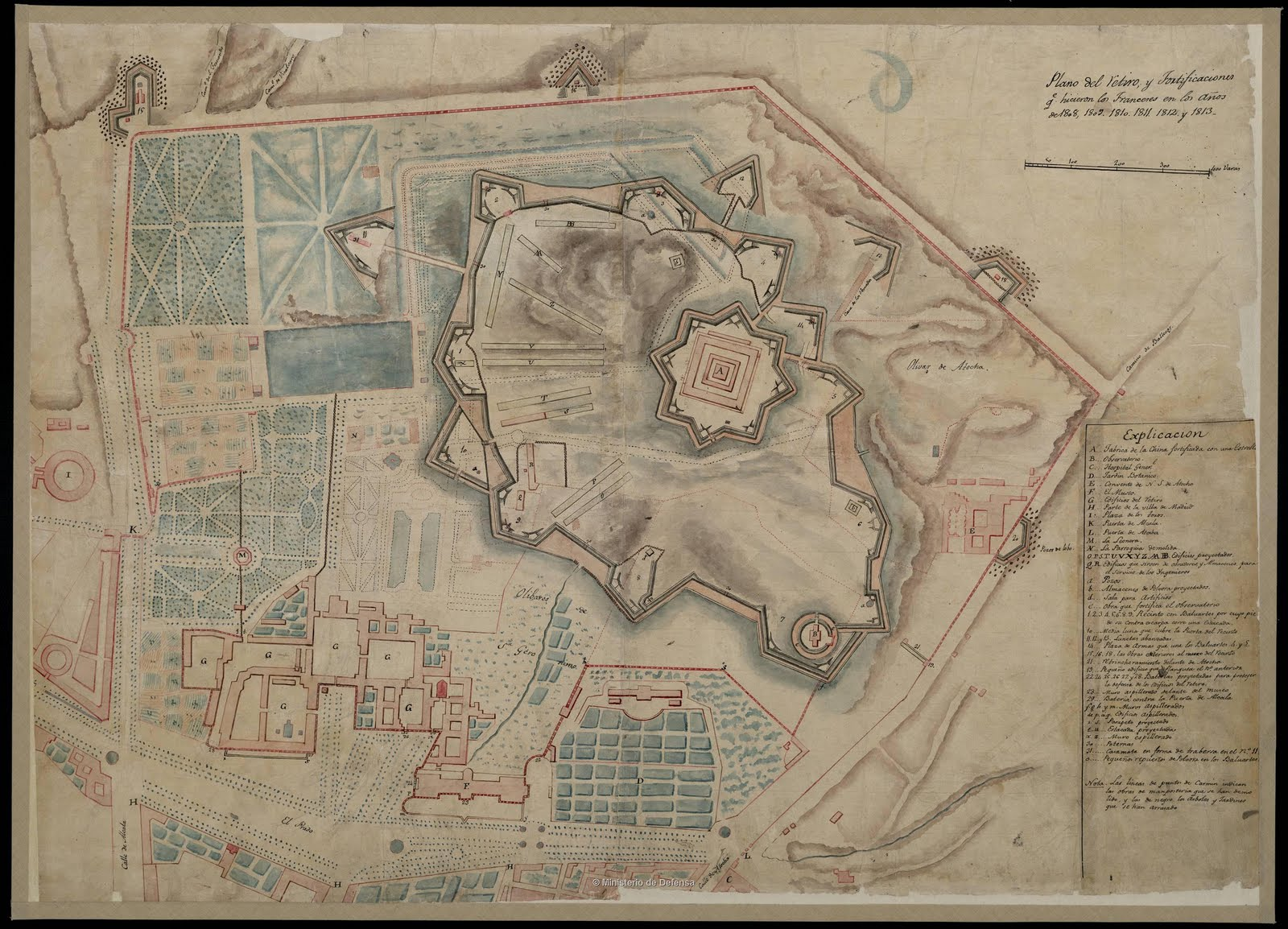
Plànol del lloc del Buen Retiro durant la Guerra del Francès, on s'observa la magnitud de la fortalesa francesa.

El palau i els jardins van mantenir-se en el temps fins a la Guerra del Francès, que va causar la ruïna del conjunt. Durant el conflicte, el lloc del palau i els seus jardins van ser ocupats pels francesos comandats pel general Joachim Murat, que van ocupar les sales reials, i utilitzades com a polvorí i com a caserna; van construir a la zona est del jardí una fortalesa, per això van talar molts arbres i destruir tota la zona enjardinada. De fet, al procés de destrucció va col·laborar també que el Retiro patís dos setges.
Al final de la guerra, al començament d'el regnat de Ferran VII el palau era pràcticament en ruïnes, el 1812 el rei ordena un reconeixement de l'estat del palau després de l'explosió del polvorí a la Reial Fàbrica de Porcellana. El 1814 el palau del Buen Retiro se'l va declarar oficialment en ruïna i, poc anys després, vista la impossibilitat de reconstruir-lo i restaurar-lo encompletament, se'n van salvar algunes parts, que van ser rehabilitades i la resta va ser demolida progressivament, en primer lloc aquelles habitacions annexes als edificis principals i que havien quedat més malmeses. D'altra banda, si els jardins ja havien estat oberts al públic amb anterioritat, finalment, tot i el seu deteriorament posterior per l'acció francesa, va ser obert com a parc públic en ser cedit a l'Ajuntament de Madrid per Ferran VII.

## Edifici
A la fi de les obres, el palau va quedar edificat entorn d'un pati quadrat. A l'ala nord hi havia el Salón de Reinos, a l'oest una galeria, i a l'ala est se li va adossar un teatre. Sobre el seu estil, Tovar Martín diu que és un exemple del primer barroc espanyol, en què l'obra ha de representar un món artificial i fantàstic barrejat amb una naturalesa prèviament domesticada. No obstant això, en termes generals, es trobava en la tònica dels altres edificis construïts pels monarques de la casa d'Àustria, estava inclòs en el que s'ha anomenat «estil austríac». Així doncs, en aquest sentit, semblant a l'estil del monestir d'El Escorial, era sobri i auster en l'exterior, una afirmació que feien fins i tot els visitants estrangers. Els materials principals van ser maó realitzat a Añover de Tajo, i fusta dels contraforts del riu Guadarrama, probablement per accelerar-ne la construcció. Tanmateix, combinava la tradició clàssica italiana, amb murs construïts en maó amb motllures de pedra; de l'altra, es basava en la tradició dels Països Baixos, amb la presència de torres coronades amb cuculles i l'ús de pissarra en les teulades.
Hi ha una descripció de Cosme III de Mèdici, que va visitar el palau quan començava a estar abandonat, a través del seu cronista:
| «                          | (castellà) La entrada del Buen Retiro no tiene nada de grande ni magnífico. La fachada carece de adornos; la construcción es de ladrillos, toscamente hecha y su vista sólo puede disfrutarse de cerca por impedirlo los edificios que los circundan. | (català) L'entrada del Buen Retiro no té res de gran ni magnífic. La façana no té adorns; la construcció és de maons, toscament feta i la seva vista només es pot gaudir de prop perquè ho impedeixen els edifics que l'envolten. | » |
| — Bonet Correa, 1997, p.22 | | |   |

### Jardins

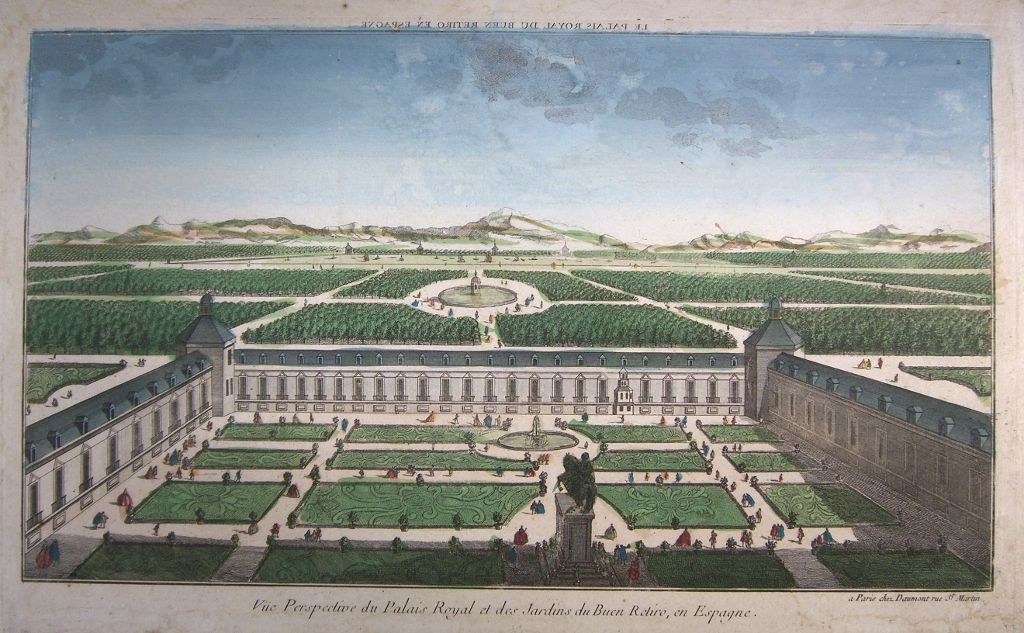
Vista en perspectiva de part del palau i dels seus jardins.

Com en el cas del palau, els jardins del Buen Retiro tampoc tenen una organització i li manca una planificació prèvia. Les diferents zones es reparteixen sense tenir una unitat de distribució. Plantacions d'arbres s'alternen amb camps en clariana distribuïts entorn de figures geomètriques, carrers i avingudes, però sense res que pugui articular tot el conjunt enjardinat.
Pel parc hi havia repartits una sèrie d'edificis menors que són considerades simbòlicament una espècie d'ermites de la cort, per tal de garantir un retir temporal del món. Hi havia un total de vuit ermites amb capelles, que estaven comunicades entre si a través d'alberedes.

### Decoració

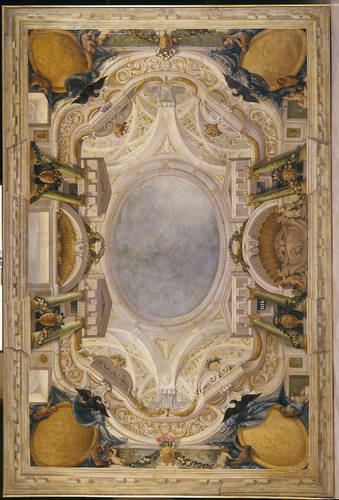
Esbós de la decoració per a sostre del Buen Retiro, obra d'Agostino Mitelli (ca. 1659)

Aquest palau lúdic per a la família reial, tot i que no fou la residència habitual del rei, Felip IV, com a monarca expert en art, protector i mecenes de les arts, va convertir el Buen Retiro en un receptacle de nombroses obres d'art de diferents escoles i autors: Domenichino, Lanfranco, Sacchi, Poussin, Claude Lorrain, Rubens, Velázquez, Zurbarán, Ribera, Juan de la Corte, etc.Olivares també va ocupar-se d'aquest aspecte, i va encarregar a l'ambaixador d'Espanya a Roma i al comte de Monterrey, llavors virrei de Nàpols, la tasca d'adquirir i enviar obres pictòriques de temàtica paisatgística amb anacoretes i escenes de l'antiga Roma. Martin Warnke opina que és possible que Velázquez se li encarregués el projecte de la decoració del nou palau i per dur a terme aquesta comesa fos enviat a Itàlia. Així doncs, a Roma es van encarregar més de dues-centres pintures. Tot i la mala situació econòmica de la monarquia, Olivares no va escatimar les despeses i, a més de quadres va comprar escultures i mobles, tant obres noves com antigues. En el cas de Velázquez va col·laborar principalment a dues sales: la dita Pieza de los Bufones, per a la qual va realitzar sis quadres de bufons i nans de la cort el 1634, i el Salón de Reinos, pel qual va realitzar sis quadres de gran format entre 1634 i 1635.
Felip V i Ferran VI van redecorar l'interior del palau adaptant-lo al rococó francès.

### Salón de Reinos
Aquesta estança, acabada vers el 1635, va ser concebuda com símbol del poder i la glòria de Felip IV i els triomfs militars de la monarquia i del valido del rei, el comte-duc d'Olivares. Com a tal, la sala estava decorada amb un excel·lent cicle pictòric dedicat, precisament, a cantar les glòries de la monarquia. De fet, el sostre de la sala estava tenia decoracions daurades i entre cada finestra estaven pintats els escuts dels vint-i-quatre regnes de la monarquia. La sala que comptava amb un balcó, servia als monarques per mirar el teatre. No obstant això, en convertir-se el Buen Retiro en palau reial, el Salón de Reinos va passar a ser la sala del tron.

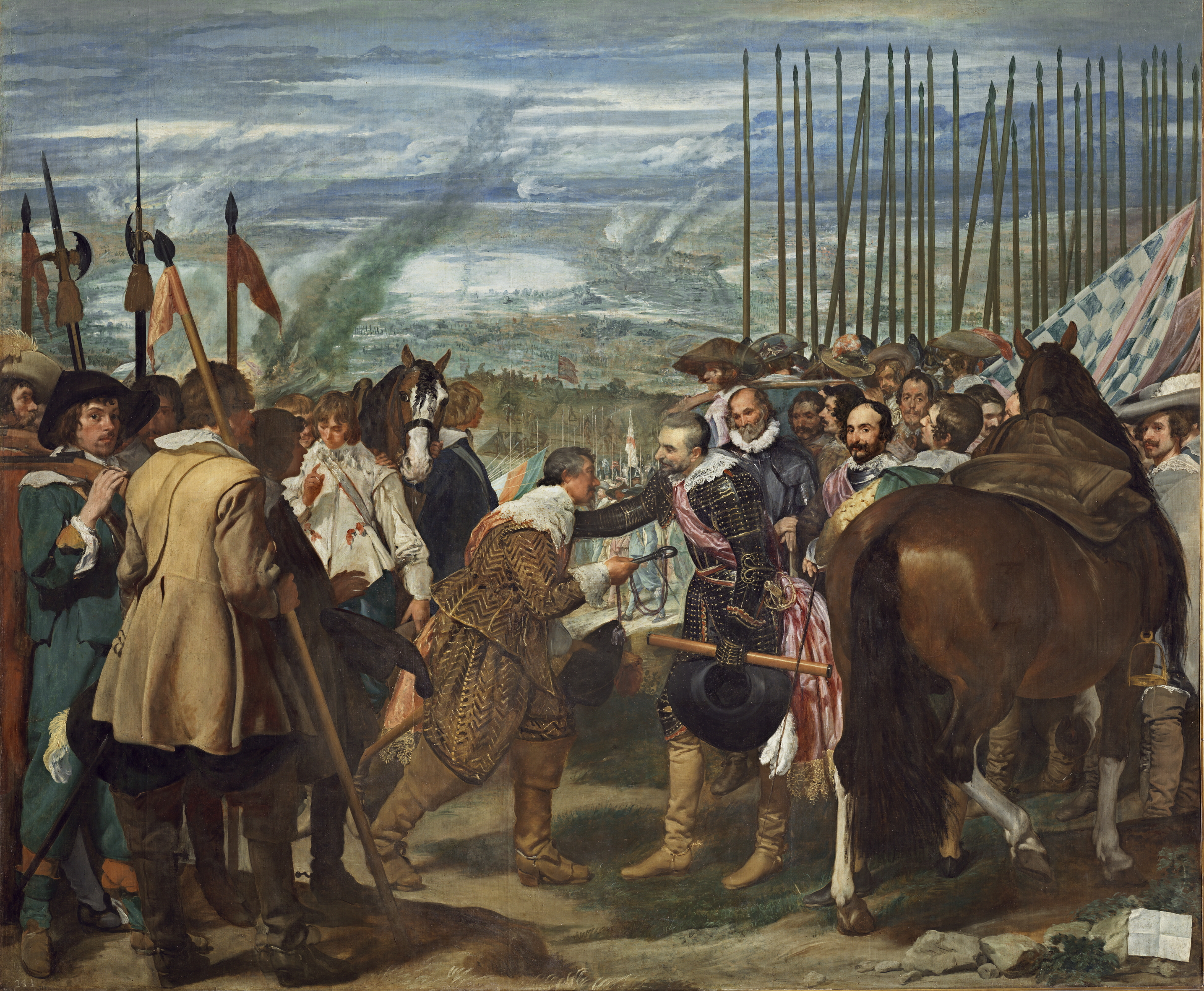
La rendició de Breda de Diego Velázquez (1634-35).

Així doncs, d'entre les obres exposades, les més nombroses eren dotze escenes de batalles victorioses per a Espanya, pintades per diferents artistes:

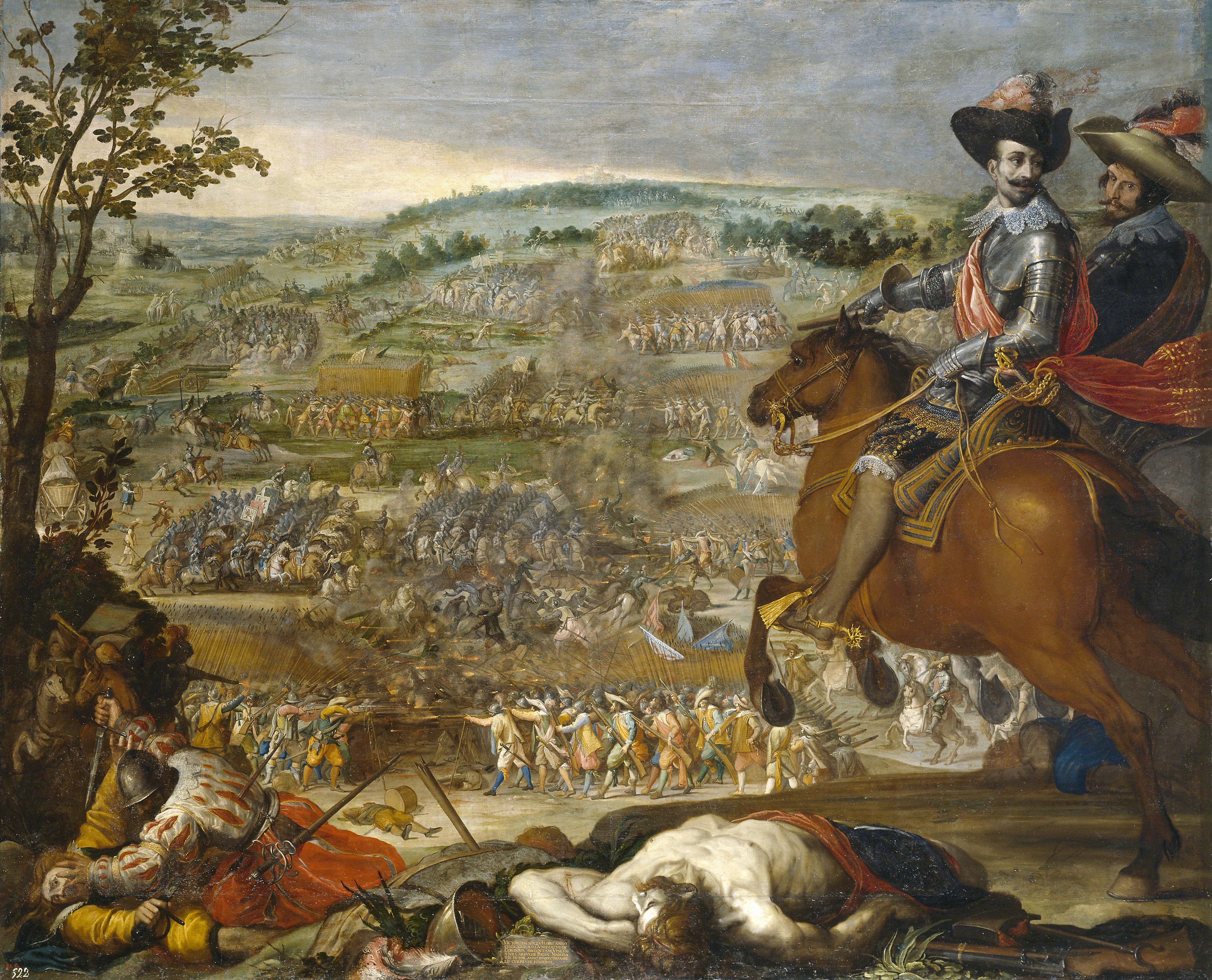
La victòria de Fleurus de Vicente Carducho (1634).

- La rendició de Breda de Diego Velázquez.
- La victòria de Fleurus de Vicente Carducho.
- El socors del lloc de Constança de Carducho.
- L'expugnació de Rheinfelden de Carducho.
- La rendició de Juliers de Jusepe Leonardo.
- La presa de Brisach de Leonardo.
- La defensa de Cadis contra els anglesos de Zurbarán.
- La recuperació de San Juan de Puerto Rico d'Eugenio Cajés.
- L'expulsió dels holandesos de l'Illa de San Martín de Cajés.
- El socors de Gènova pel segon Marquès de Santa Cruz d'Antonio de Pereda.
- La recuperació de Bahía de Brasil de Juan Bautista Maíno.
- La recuperació de l'illa de San Cristóbal de Félix Castelo.

A banda d'aquest conjunt de pintures esmentades, a la sala hi havia penjades altres pintures, entre les quals cal destacar un total de deu escenes de la vida d'Hèrcules, que van ser pintades per Francisco Zurbarán. Un altre cicle pictòric destacat és, precisamen, el que representava a la família reial a cavall. En total eren cinc retrats eqüestres: el dels reis Felip III i Felip IV i les seves respectives esposes, Margarida d'Àustria i Isabel de França i, finalment, l'hereu, Baltasar Carles. Tots ells pintats per Diego Velázquez.
- Felip IV
- Baltasar Carles
- Isabel de França

### Teatre Coliseu
Com a lloc de plaer i esbarjo, el palau va tenir un ús mixt. No només servia com a residència de repòs dels reis sinó que en ell hi havia instal·lat l'anomenat Coliseu o Reial Teatre del Buen Retiro. Tot i estar ubicat a palau, el teatre era públic, la població podia assistir els dies posteriors a l'estrena de l'obra, que es feia sempre davant del rei i la cort.
Inicialment va ser concebut amb la forma d'un teatre espanyol típic o «corrals de comèdia». El teatre va ser dissenyat per l'escenògraf Cosimo Lotti, que servia a Felip IV des de 1626, el qual va basar-se en els antics corrals i hi va introduir innovacions que,probablement, van convertir el Coliseu en el primer teatre modern d'Espanya, inaugurat el 1640, esdevenint el més important del moment de la capital.
De fet van canviar l'estructura del teatre, però també la manera de representar les obres, que van virar cap a la moda italiana. Pel que fa a la sala, aquesta estava totalment coberta, les parets eren paral·leles i els fons era semicircular, en forma d'«U»; la més gran innovació va ser l'escenari, molt diferent del que s'havia estilat fins llavors, era ampli, profund i estava separat del públic per una boca d'escena amb arc i teló al davant. No va ser només el teatre en si el que va canviar sinó també la forma de fer teatre: un major ús de decorats amb perspectiva i de la il·luminació, els canvis d'escena davant del públic. Pel que fa a la decoració:
| «                      | (castellà) […] el techo con pintura de Dionisio Mantuano, las dos arañas de extraordinario artificio y las cuatro columnas con [que] sostenían el frontis del teatro, con estatuas de Palas y Minerva en los nichos, todo decorado y dorado con gran lujo. | (català) […] el sostre amb pintura de Dionisio Mantuano, les dues aranyes d'extraordinari artifici i les quatre columnes amb [que] sostenien el frontispici del teatre, amb estàtues de Palas i Minerva en els nínxols, tot decorat i daurat amb gran luxe. | » |
| — Thomason, 2005, p.30 | | |   |

S'hi van fer nombrosos espectacles i representacions teatrals. La direcció va passar de Lotti a Baccio del Bianco en la dècada de 1850, durant la qual es van fer moltes representacions de Pedro Calderón de la Barca, que va realitzar expressament obres de temàtica mitològica, a més de comèdies per als corrals, per a ser representades al Buen Retiro.
Amb l'arribada de la casa de Borbó el teatre va ser reformat per adaptar-lo a la italiana per Santiago Bonavía. La reforma és manada per Ferran VI. És en aquesta època, durant el regnat de Felip V i Ferran VI, quan el 
teatre del palau es refina més i les obres representades inclouen grans attrezzos a realitzar a l'escenari. Serà també en aquest moment quan el reputat castrati Carlo Broschi, Farinelli canta per als monarques. Tanmateix, a més, també es dedica dirigir les companyies, escollia el repertori i realitzava l'escenografia.

## Actualitat

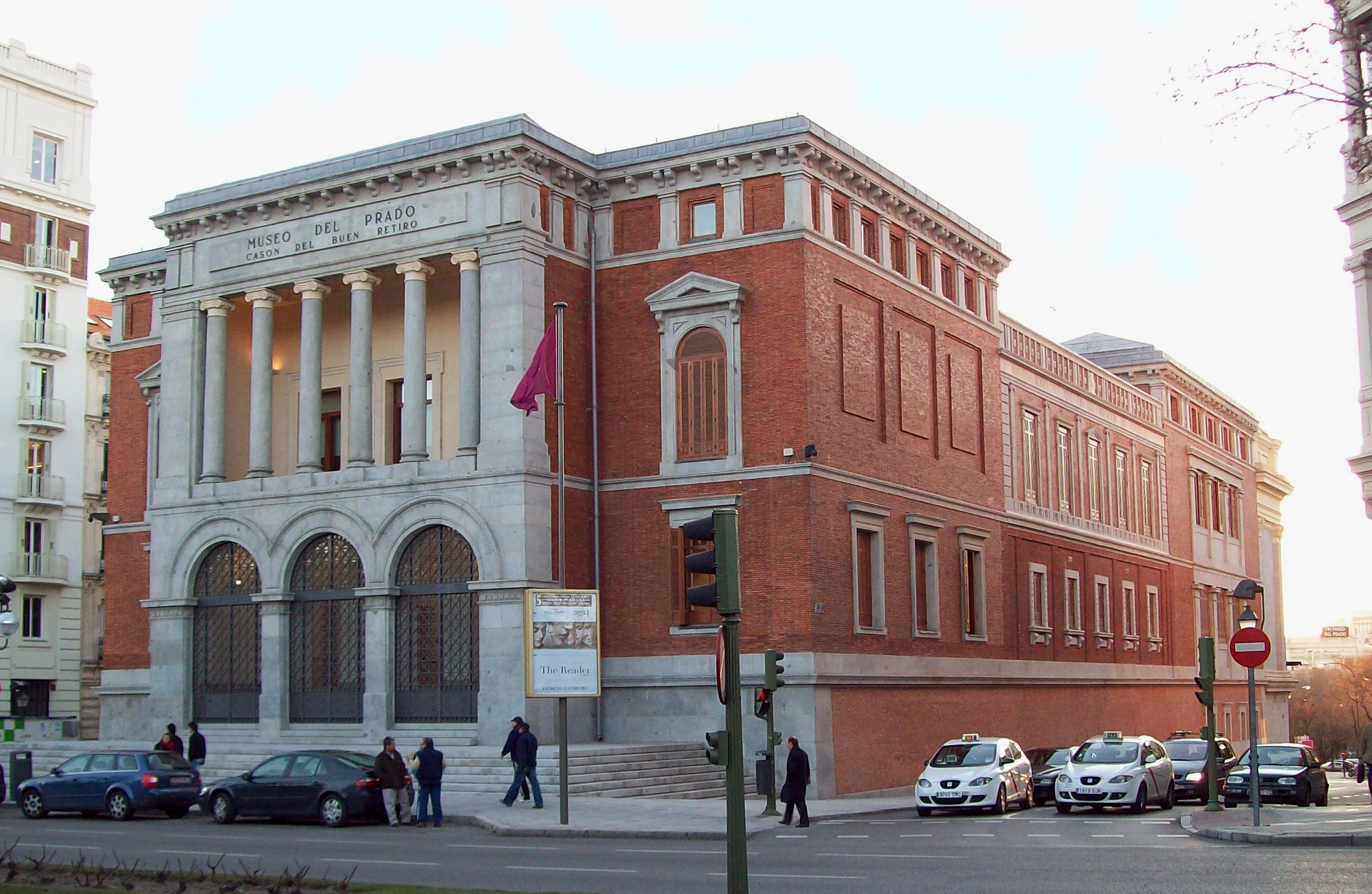
El Casón el 2009.

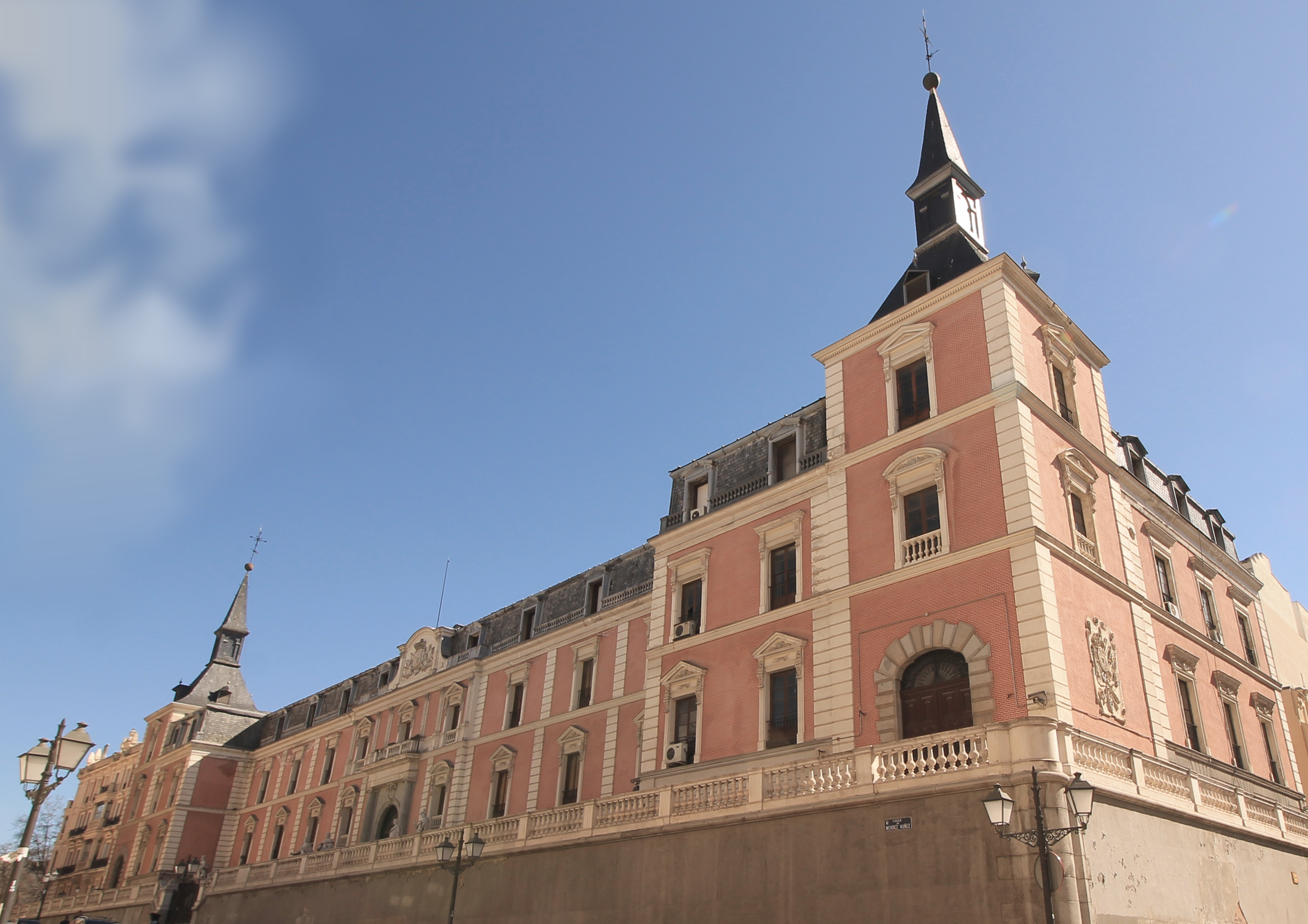
El Salón de Reinos el 2015.

Actualment només resten dos edificis del palau, que al llarg del temps han estat restaurats i reformats segons l'ús que se'ls ha donat. L'ala nord, on hi havia el Salón de Reinos, va acollir el Museu de l'Exèrcit des de 1841 fins al seu trasllat a l'Alcàsser de Toledo, promogut per José María Aznar el 1996 i inaugurat finalment el 2010. El futur d'aquest conjunt és incert. El Casón o saló de ball actualment està integrat al Museu del Prado. Amb l'ampliació d'aquest l'any 2007, realitzada per Rafael Moneo, va permetre traslladar la col·lecció d'art del segle xix que acollia el Casón i aquest va reformar-se i ampliar-se per convertir-se en un centre d'estudis per a la recerca.
Ambdós han sigut molt transformats, així com la major part de l'actual parc del Buen Retiro, que ha vist les seves parcel·les i carrers modificades del traçat original. No obstant això, resulta evident la petjada que van deixar el palau i els seus jardins en l'urbanisme de la vila de Madrid, tal com relata Antonio Bonet:
| «                          | (castellà) Por su regio destino y la amplitud tanto de su arquitectura como la extension de sus frondosos jardines, el Buen Retiro determinó una parte esencial de la capital de España. Pese a los derribos y transformaciones urbanas sufridas en el siglo XIX, la zona ocupada por el antiguo palacio y el actual Parque del Retiro conserva todavía un gran empaque, un aura de elegante y aristocrático barrio privilegiado. | (català) Pel seu regi destí i l'amplitud tant de la seva arquitectura com l'extensió dels seus frondosos jardins, el Buen Retiro determinà una part essencial de la capital d'Espanya. Malgrat als enderrocaments i transformacions urbanes patides en el segle xix, la zona ocupada per l'antic palau i l'actual Parc del Retiro conserva encara gran seriositat, una aura d'elegant i aristocràtic barri privilegiat. | » |
| — Bonet Correa, 1997, p.19 | | |   |